# Surviving Progress
Pour plus de détails, voir Fiche technique et Distribution.
Surviving Progress (Survivre au progrès) est un film documentaire canadien réalisé par Mathieu Roy et Harold Crooks, sorti en 2011, librement adapté de Brève histoire du progrès (A Short History of Progress), un livre de Ronald Wright, qui parle des effondrements sociaux qui ont abouti à la destruction de civilisations entières. Le film a été lancé au Toronto International Film Festival de 2011.

## Le sujet
Le film est réalisé à partir d'une série d'entretiens, entrecoupés de tournage provenant de différentes parties du monde. Le film est inspiré par les enseignements de Ronald Wright; cependant, contrairement au livre, qui est axé sur les civilisations anciennes, le film se concentre sur l'impact de la civilisation moderne, et les conséquences de la richesse concentrée.

## Production
En 2008, la maison de production canadienne Cinémaginaire avait acheté les droits cinématographiques.
Le film, réalisé par Mathieu Roy et co-réalisé par Harold Crooks, a été coordonné par Daniel Louis et Denise Robert en tant que producteurs de Cinémaginaire et Gerry Flahive en tant que producteur pour l'Office national du film du Canada. Les producteurs exécutifs sont le réalisateur Martin Scorsese, Silva Basmajian et Big Picture Media Corporation.